# François des Balbes de Berton de Crillon

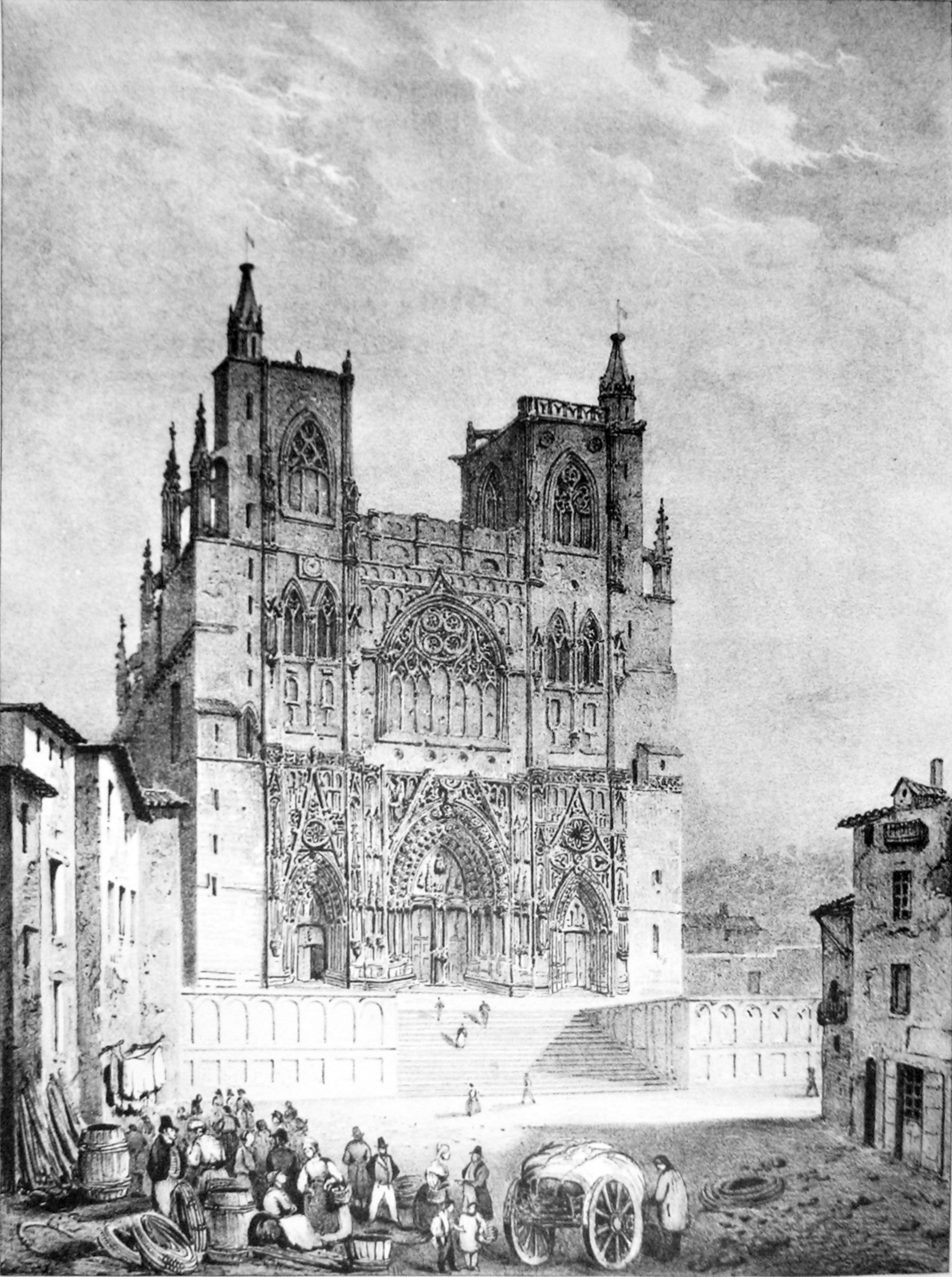
Kathedraal Saint-Maurice in Vienne

François des Balbes de Berton de Crillon, kortweg François de Crillon (Provence, 17 maart 1648 – Vienne, 30 oktober 1720) was bisschop van Vence (1697-1714) en aartsbisschop van Vienne (1714-1720), in het koninkrijk Frankrijk.

## Levensloop
De Crillon was afkomstig uit de adellijke familie des Balbes de Berton de Crillon. De oorsprong van de familie lag in het hertogdom Savoye, maar een tak installeerde zich in Crillon, in het graafschap Venaissin. Vandaag gaat het om de gemeente Crillon-le-Brave, genoemd naar een voorouder de Crillon (le Brave, de dappere). Het is onduidelijk of de Crillon geboren werd in Crillon. Zijn ouders waren Louis III Berton des Balbes de Crillon en Marie d'Albertos de Gemenos. De Crillon groeide op in de Provence en werd jurist utriusque iuris, wat wil zeggen zowel in het kerkelijk recht als het burgerlijk recht. Hij studeerde voor priester in Rome. In 1671 volgde zijn wijding.
Hij keerde terug naar de Provence waar hij meerdere ambten bekleedde in het bisdom Saint-Paul-Trois-Châteaux. Paus Innocentius XII benoemde de Crillon tot bisschop van Vence in 1697, eveneens in de Provence. Bisschop de Crillon was tevens titulair abt van de benedictijnenabdij van Saint-Liguaire, ook abdij van la Roussille genoemd, in Niort. Niort lag buiten zijn bisdom, in het graafschap Poitou. In de functie van bisschop van Vence aanhoorde hij de veroordelingen van het jansenisme in een vergadering van alle Franse prelaten in Parijs (1713-1714). De Franse prelaten schaarden zich, op bevel van koning Lodewijk XIV, volledig achter de bul Unigenitus van paus Clemens XI. Elke bisschop kreeg de opdracht het jansenisme te vervolgen in zijn bisdom.
Clemens XI bevorderde de Crillon tot aartsbisschop van Vienne in 1714, nog tijdens deze vergadering in Parijs. Enkele jaren kon de Crillon het jansenisme vervolgen in Vienne, tot zijn dood in 1720.
- Système universitaire de documentation: 160979013
- Virtual International Authority File: 309907257